# Pomník Adalberta Stiftera v Horní Plané
Pomník Adalberta Stiftera v Horní Plané je bronzová socha postavená v rodišti spisovatele v nejvýše položeném městě v jižních Čechách v okrese Český Krumlov. Pomník je památkově chráněný od roku 1958.

## Popis pomníku
Pomník z roku 1906 stojí v Horní Plané u cesty ke kapli na Dobré Vodě, severně od náměstí. Pomník, který představuje socha, je věnován významnému, česko-rakouskému spisovateli, narozenému roku 1805 v Horní Plané. Bronzová socha s nízkým čtvercovým soklem stojí na žulovém kvádru s vytesaným jménem Adalbert Stifter. Zobrazuje muže v dlouhém kabátě, který se pravou rukou, ve které drží knihu, opírá se o žulový sloup. Na sloupu je připevněna bronzová deska s německy psaným textem. V levé, volně visící ruce, drží muž klobouk. Socha je umístěna uprostřed oblouku z kamenů, středem je výstup po pěti kamenných schodech. Tvůrcem sochy byl česko-německý sochař Karl Wilfert ml. Socha byla odhalena v Horní Plané 26. srpna 1906.

#### Text na desce pomníku
Text na bronzové desce je citát z povídky Adalberta Stiftera Der Hochwald/ Hvozd: Da ruhen die breiten Waldesrücken und steigen lieblich schwarzblau dämmernd ab / gegen den Silberblick der Moldau / Es wohnet unsäglich viel Liebes und Wehmütiges in diesem Anblicke. Hochwald. V českém překladu text zní: Zde leží široké lesní hřbety a svažují se půvabně, černomodře, šeravo proti stříbrnému pohledu Vltavy. Přebývá nevýslovně mnoho milého i tesklivého v této podívané. Hvozd.

## Okolí pomníku
Pomník je umístěn v parku Adalberta Stiftera v Horní Plané na Dobré Vodě. Kolem pomníku vede parkem Naučná stezka, která začíná u rodného domku spisovatele a končí nad bývalou osadou Karlovy Dvory a je dlouhá 6 a půl kilometru. Město Horní Planá u příležitosti stého výročí používání českého názvu města umístilo v blízkosti pomníku dřevěnou lavičku Adalberta Stiftera ve tvaru gauče. Lavičku vyřezal šumavský řezbář Karel Titl. Z tohoto místa je možné dohlédnout na nejvyšší horu české části Šumavy Plechý a s použitím dalekohledu tam vyhledat i čtrnáct a půl metru vysoký obelisk Adalberta Stiftera, který je vystavěný na skále.